# Ямайский желтоклювый амазон
Ямайский желтоклювый амазон (лат. Amazona collaria) — птица семейства попугаевых.

## Внешний вид
Длина тела 28—29 см. Основная окраска оперения зелёная с жёлтым отливом. На лбу небольшое белое пятно, голова голубоватая, щёки сине-зелёные, оперение горла и передней части шеи красноватое с зелёной кромкой. Клюв и ноги цвета кости.

## Распространение
Обитает на Ямайке.

## Образ жизни
Населяет влажные субтропические и тропические сельвы, мангровые заросли, плантации и сады; поднимается в горы до высоты 1 200 м над уровнем моря.

## Угрозы и защита
Находится под угрозой исчезновения из-за потери естественной среды обитания.